# Moseliget fra Vindeby I
|  | For Manden fra Vindeby, se Moseliget fra Vindeby II. |
Moseliget fra Vindeby (Barnet fra Vindeby, Drengen fra Vindeby eller officielt Moselig Vindeby 1) er et moselig fra jernalderen, som blev fundet i en mose under tørvegravning i det nordlige Tyskland ved Vindeby (Sydslesvig), 1952. Kulstof 14-datering angav, at liget stammer fra 41 f.Kr. til 118 e.Kr.

## Mosefund
Oprindeligt blev liget formodet at være en pige, men ved en nærmere analyse fandt den canadiske antropolog og retsmediciner Heather Gill-Robinson ud af, at der var tale om en dreng . Ved en røntgenundersøgelse blev drengen estimeret til at være 16 år på dødstidspunktet. Drengens hovedhår havde været lysblondt og meget fint. På venstre side af hovedet var det barberet bort med en ragekniv til ca. 2 mm, på højre side var håret klippet ned til 4 til 5 cm. Om hovedet havde drengen bundet et bånd, der måske dækkede øjnene eller munden. Om halsen havde han en krave af dobbelt okseskind. Liget blev lagt ned i en ca. 1,5 meter bred og 1,5 meter dyb grav, hvor det hvilede på et lag tørret lyng og var dækket med uld. Ved siden af liget blev der fundet dele af keramikkar og klæder.
Der har været flere spekulationer om dødsårsagen. På tidspunktet, hvor mange endnu troede, moseliget var en pige, troede mange, at hun var henrettet på grund af utroskab.
Moseliget kan i dag ses på museerne på Gottorp Slot i Slesvig.